# Ахко
Ахко (в верховье Уини-Цы; устар. Ахко-Уини-Цы чечен. Ахкие) — река в России, протекает по территории Шалинского и Курчалоевского районов Чечни.
Устье реки находится в 18 км по левому берегу реки Белка на высоте 79 м над уровнем моря. Длина реки составляет 22 км, площадь водосборного бассейна — 76 км².

## Данные водного реестра
По данным государственного водного реестра России относится к Западно-Каспийскому бассейновому округу, водохозяйственный участок реки — Сунжа от впадения реки Аргун и до устья. Речной бассейн реки — Реки бассейна Каспийского моря междуречья Терека и Волги.
Код объекта в государственном водном реестре — 07020001312108200006302.